# Línea 18 del Transmetro (Guatemala)
La línea 18 es la cuarta línea del servicio de transporte público Transmetro de Guatemala. Esta línea recorre desde la 18 calle de la zona 1 (Plaza Barrios) hasta la colonia Atlántida Zona 18 (Centra Atlántida) donde hay una conexión con la línea que proviene de San Rafael zona 18, pasando así por varias calles emblemáticas de la ciudad capital incluyendo el Parque Colón, fue inaugurada el 25 de abril de 2014 por el alcalde Álvaro Arzú.

## Galería

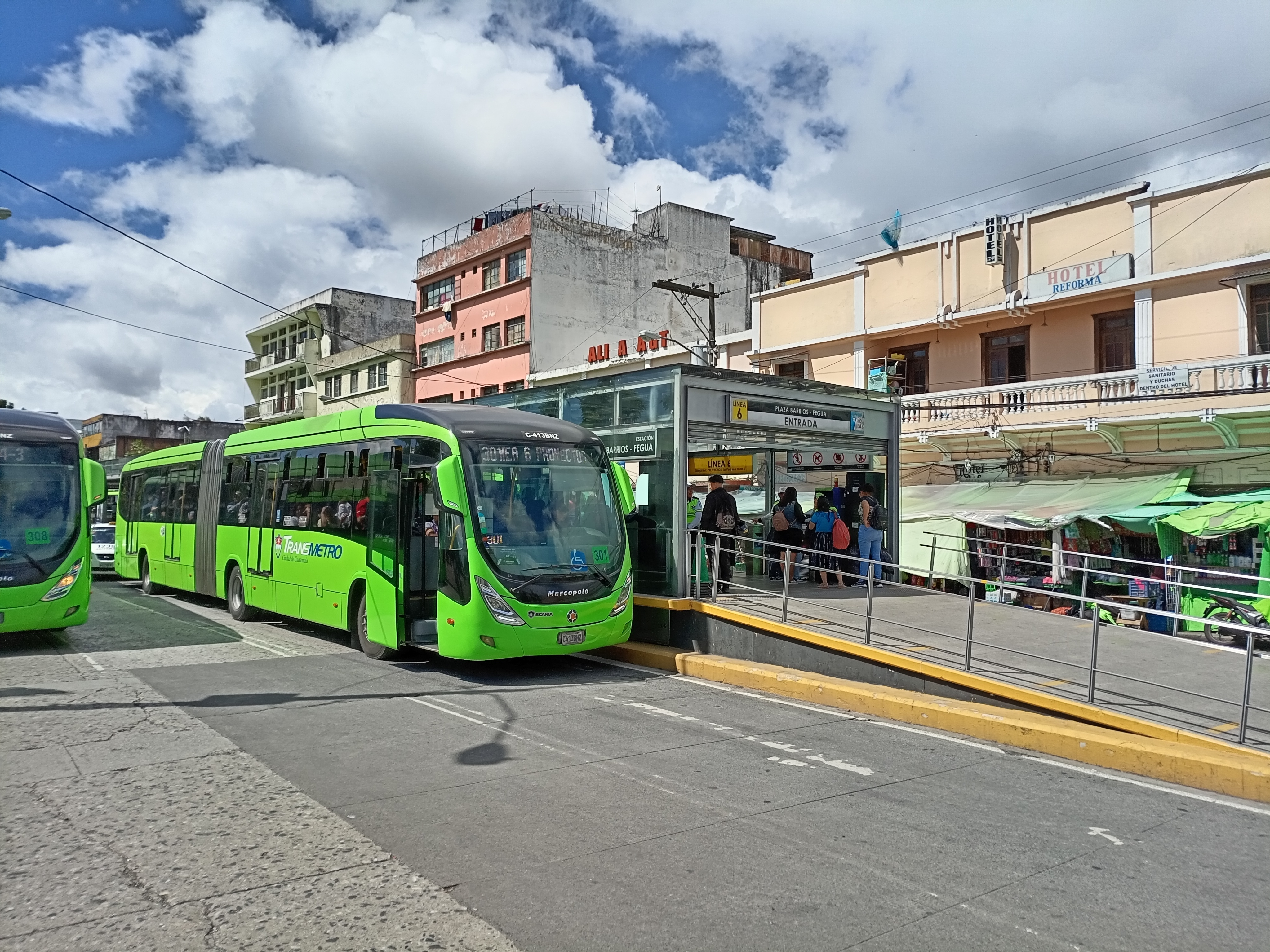
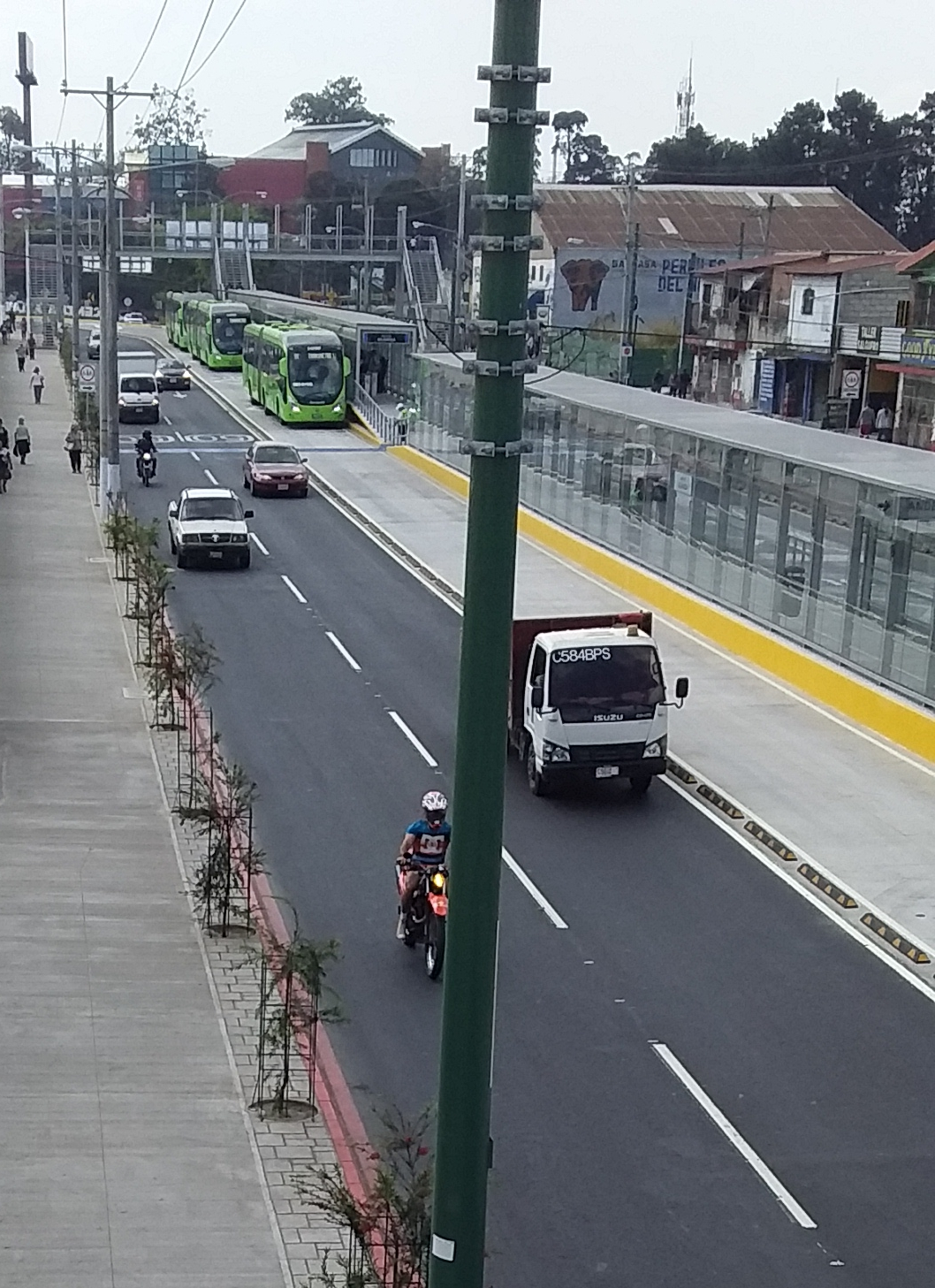
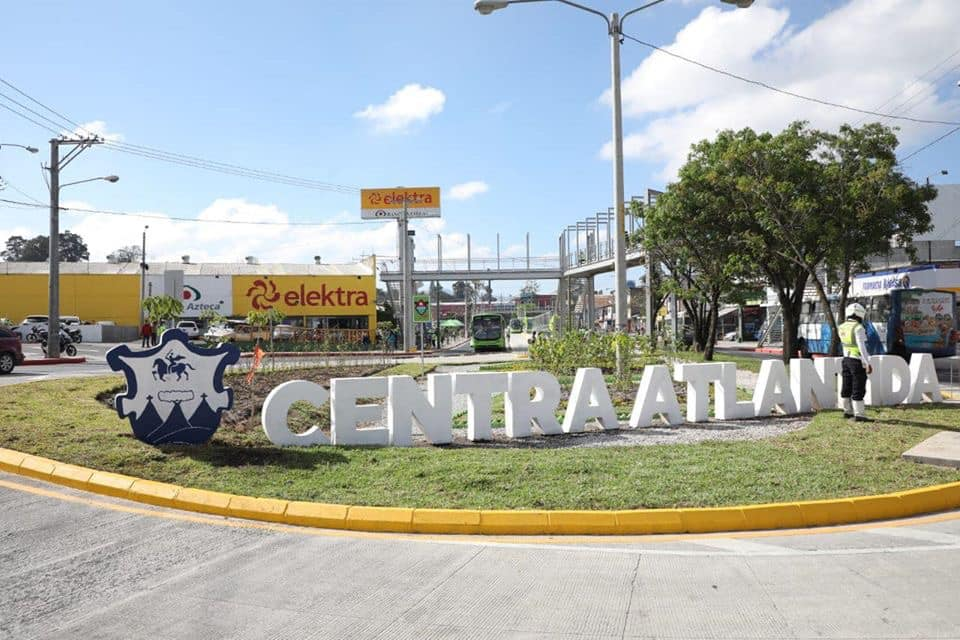
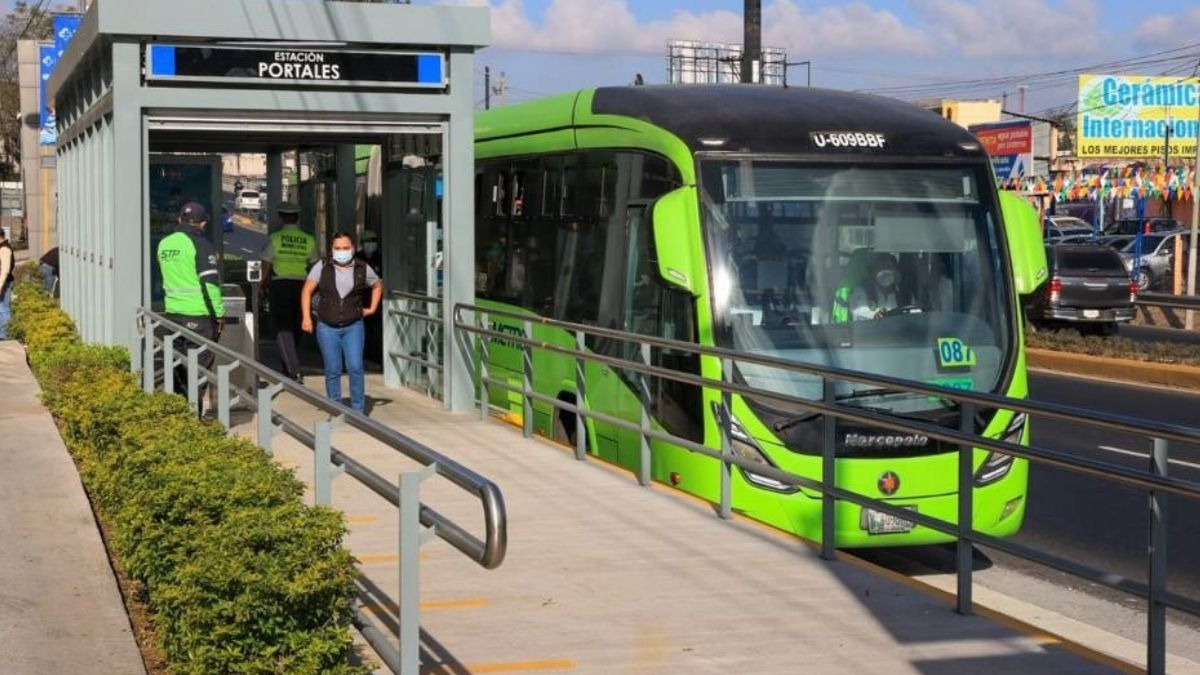

## Rutas
| L18  | Ruta Troncal (Paradas continuas al Centro de la ciudad y viceversa) |
| L18S | Extensión San Rafael - Centra Atlántida                             |

## Estaciones
| Línea | Estación                                 |
| ----- | ---------------------------------------- |
| L18   | Estación FEGUA (Terminal, transferencia) |
| L06   | Estación FEGUA (Terminal, transferencia) |
| L18   | Estación Francos y Monrroy               |
| L06   | Estación Francos y Monrroy               |
| L18   | Estación Parque Colón                    |
| L06   | Estación Parque Colón                    |
| L18   | Estación Cerro del Carmen                |
| L06   | Estación Cerro del Carmen                |
| L18   | Estación San Martin                      |
| L18   | Estación Victorias                       |
| L18   | Estación Portales                        |
| L18   | Centra Atlántida                         |
| L18S  | Centra Atlántida                         |
| L17   | Centra Atlántida                         |
| L18   | Estación Álamos (Pendiente)              |
| L18   | Estación Capuchinas                      |
| L06   | Estación Capuchinas                      |

#### Extensión
| L18S | Línea 18S |

##### Estaciones
| Línea | Estación               |
| ----- | ---------------------- |
| L18   | Centra Atlántida       |
| L18S  | Centra Atlántida       |
| L18S  | Estación de San Rafael |
| L18S  | Estación Paraíso       |

## Horarios
| Lunes a viernes   | Sábado            | Domingo           | Ref(s) |
| ----------------- | ----------------- | ----------------- | ------ |
| 5:00 a 21:00 hrs. | 5:00 a 20:00 hrs. | 6:00 a 20:00 hrs. | [ 2 ]  |